# فلوريان فريتش
فلوريان فريتش (بالألمانية: Florian Fritsch)‏ هو لاعب غولف ألماني، ولد في 29 أكتوبر 1985 في ميونخ في ألمانيا.

## وصلات خارجية
- فلوريان فريتش على موقع رابطة أوروبا للاعبي الغولف المحترفين (الإنجليزية)
- فلوريان فريتش على موقع التصنيف العالمي الرسمي للغولف (الإنجليزية)